# 天女散花

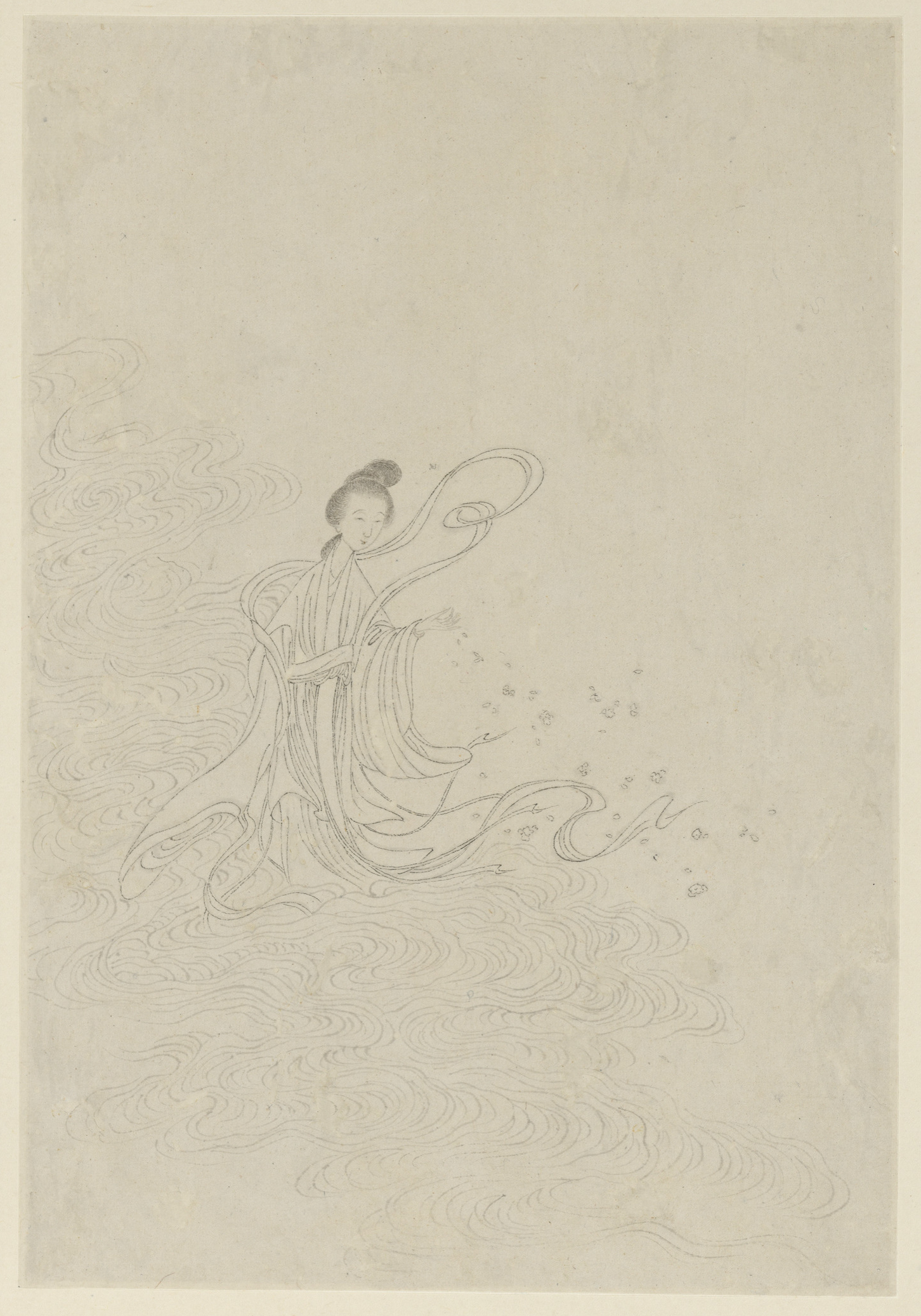
《列女圖》天女散花, 清改琦1799年繪

《天女散花》是中国古代的一则典故，同时也是一个成语与传说。以该典故衍生出来的京剧、黄梅戏、壁画比较多。
“天女散花”一词原本来源自佛教中《維摩詰經·观众生品》里的一则故事。讲述天女散花，花则于菩萨的身上落去，则到了弟子身上花便不落。

## 典故
- 第一则

維摩詰經記載維摩詰生病。釋迦牟尼佛請弟子探病，但許多弟子認為自己不堪探病，最後由文殊師利菩薩前往，然後與维摩詰問安，開演佛理，當討論到:「無住則無本，文殊師利！從無住本，立一切法」，有位天女散花，此時花散到菩薩的身上花不著身，散到聲聞乘的大弟子們花著身，所以聲聞弟子以神力去花也無法令去，此時天女問舍利弗為何去花，而舍利弗回答說此花不如法，而天女則說「勿謂此華為不如法。所以者何？是華無所分別，仁者自生分別想耳！若於佛法出家，有所分別，為不如法；若無所分別，是則如法。觀諸菩薩華不著者，已斷一切分別想故。譬如人畏時，非人得其便；如是弟子畏生死故，色、聲、香、味、觸得其便也。已離畏者，一切五欲無能為也；結習未盡，華著身耳！結習盡者，華不著也。」

## 文献中的天女散花
诗人紫云仙客曾做了一首《天女散花》的诗词。

五洲生春色， 四海现灵辉。

凌空挥玉臂， 鲜花满天飞。

大爱无终极， 上善如春水。

天女美绝伦， 一心念慈悲。